# Freccia Vallone 1936
La Freccia Vallone 1936, prima storica edizione della corsa, si svolse il 13 aprile 1936 per un percorso di 236 km. La vittoria fu appannaggio del belga Philémon De Meersman, che completò il percorso in 7h04'15" precedendo i connazionali Alphonse Verniers e Camiel Michielsens.
Al traguardo di Liegi furono 22 i ciclisti (21 belgi e l'italiano Antonio Fabris), dei 64 partiti da Tournai, che portarono a termine la competizione.

## Ordine d'arrivo (Top 10)
| Pos. | Corridore            | Squadra       | Tempo    |
| ---- | -------------------- | ------------- | -------- |
| 1    | Philémon De Meersman | La Française  | 7h04'15" |
| 2    | Alphonse Verniers    | Dossche Sport | s.t.     |
| 3    | Camiel Michielsens   | -             | a 23"    |
| 4    | Albert Beckaert      | Alcyon-Dunlop | a 1'06"  |
| 5    | Richard Rottermans   | ?             | a 2'12"  |
| 6    | Armand Lambert       | Dossche Sport | s.t.     |
| 7    | Corneille Leemans    | Van Hauwaert  | a 2'35"  |
| 8    | Jérome France        | Birma         | s.t.     |
| 9    | Antoine Dignef       | Colin-Wolber  | s.t.     |
| 10   | Éloi Meulenberg      | Alcyon-Dunlop | a 3'08"  |